# Георгіїв день
Георгіїв день — свято святого Георгія, особливо покровителя Англії, але відзначається також християнськими церквами, країнами та регіонами, покровителем яких він є, зокрема Болгарією, Ефіопією, Грецією, Грузією, Португалією, Румунією, Сирією, Ліван, Каталонія, Алькой, Арагон і Ріо-де-Жанейро.
День святого Георгія відзначається 23 квітня, традиційно прийнята дата смерті святого під час великих гонінь. Свято збігається з датою смерті англійського драматурга і поета Вільяма Шекспіра.

## Історія свята
Християнська легенда донесла до нас історію про воїна Георгія, який вбив змія (дракона) та захистив рідну землю. Святий цей вважався в народі покровителем війська, а також пастухів та овечих отар. Тому в його день кожна сім'я намагалась принести в жертву біле ягня, що народилося першим в цьому році. На голову ягняті надівали вінок, на правий ріжок ставили запалену свічку. Йому давали поїсти зеленої трави, солі та поїли водою, щоб були в домі ситість, родючість, здоров'я. Після цього це ягня окурювали ладаном, читали молитву. Його кров виливали у річку, «щоб достаток тік, як вода», або в мурашник, щоб розмножувались ягнята, як мурахи. Шкуру ягняти дарували церкві.

## Обрядовість
У Георгіїв день звершували обряди, які мали на цілий рік забезпечити процвітання у хазяйстві. За народним повір'ям, роса, що випала в цей день, обіцяла благополуччя та щастя. До сходу сонця дівчата та молоді жінки йшли в поле за травами та квітками, катались по росі та вмивались нею для краси та здоров'ю. Зібраними в полі квітами жінки прикрашали вікна та двері своїх будинків. Прикрашали зеленими квітучими гілками відра та глечиками для молока. Потім замішували обрядові хліби, найбільший з яких призначався святому Георгію. До обіду кожна сім'я з печеним баранцем та короваями йшла до церкви. Після служби, під час якої вся принесена їжа освячувалась, люди влаштовували загальну святкову трапезу.

## Джерело
- Болгари на сайті www.kngu.org